# 四季の郷駅
四季の郷駅（しきのさとえき）は、山形県西置賜郡白鷹町鮎貝にある山形鉄道フラワー長井線の駅である。

## 歴史
土地区画整理事業によりこの地域の定住人口増加が見込めることと、旧市街地に近接していることから、町が設置の要望を行ったこともあり開業の運びに至ったものである。
駅名は公募の中から選考委員会が選び出す形で決定され、四季のイメージが良いということで採用された。同じ命名案は19通寄せられていた。

### 年表
- 2007年（平成19年）
  - 3月2日：駅名を「四季の郷」と決定。
  - 3月9日：国土交通省が設置を認可。
  - 10月13日：開業。開業記念イベントを開催[2]。

## 駅構造
単式ホーム1面1線の地上駅。バリアフリーのためスロープが設けられている。

## 利用状況
- 2017年度の1日平均乗車人員は32人である。

| 乗車人員推移 | 乗車人員推移 |
| 年度         | 1日平均人数  |
| ------------ | ------------ |
| 2007         | 21           |
| 2008         | 41           |
| 2009         | 40           |
| 2010         | 41           |
| 2011         | 41           |
| 2012         | 39           |
| 2013         | 35           |
| 2014         | 34           |
| 2015         | 33           |
| 2016         | 32           |
| 2017         | 32           |

## 駅周辺
- 最上川
- 鮎貝八幡宮
- 白鷹町文化交流センター「あゆーむ」（駅から徒歩4分）
- 鮎貝郵便局
- さくらの保育園
- マツキドライビングスクール白鷹校

## 隣の駅
山形鉄道
■フラワー長井線
鮎貝駅 - 四季の郷駅 - 荒砥駅